# کنستانتیا ۳۱۵
سیارک ۳۱۵ (به انگلیسی: 315 Constantia) سیصد و پانزدهمین سیارک کشف شده‌است که در ۴ سپتامبر ۱۸۹۱ و در وین کشف شد.
قدر مطلق سیارک برابر ۱۳٫۲۰ است.